# Szczepan Sadurski
Szczepan Piotr Sadurski (Lublin, 1965.) - poljski satiričar, karikaturist, novinar i predsjednik Stranke Dobrog Humora. 
Rođen je 1965. godine u Lublinu (Poljska), diplomirao je umjetničku školu (likovnu umjetnost) (1985 g.). Objavio je više od 5 tisuća crteža u 200 časopisima. Dobitnik nagrada, uključujući Złota Szpilka'86 (Zlatna Igla) (nagrada časopisa Szpilkiu natjecanju za najbolji crtež godine). Osnivač Izdavačke Kuće Humora i Satire Superpress (1991 g.), urednik časopisa Dobar Humor. Inicijator i predsjednik Stranke Dobrog Humora - neformalne, međunarodne organizacije za ljude koji se vole smijati (više od 3 tisuća članova u Poljskoj i drugim zemljama na svijetu). Vlasnik internetskog satiričnog portala Sadurski.com. Bio je član žirija na mnogim satiričkim i kabaretskim natjecanjima u Poljskoj te u Turskoj i Švedskoj. Živi u glavnom gradu Poljske, Varšavi.

## Vanjske poveznice
- Sadurski.com
- Rysunki.pl